# Frespera
Frespera es un género de arañas araneomorfas de la familia Salticidae. Se encuentra en Venezuela.   

## Lista de especies
Según The World Spider Catalog 12.5::
- Frespera carinata (Simon, 1902)
- Frespera meridionalis Braul & Lise, 2002